# آدریانو فرانسیسکو
آدریانو فرانسیسکو (انگلیسی: Adriano Francisco؛ زادهٔ ۱۲ آوریل ۱۹۸۸) بازیکن فوتبال اهل برزیل است.